# Mount-Revelstoke-Nationalpark
Der Mount-Revelstoke-Nationalpark (englisch Mount Revelstoke National Park of Canada, französisch Parc national du Canada Mont-Revelstoke) ist ein Nationalpark in der kanadischen Provinz British Columbia. Er liegt in den Selkirk Mountains, einer Bergkette der Columbia Mountains und bietet Besuchern das Erlebnis verschiedener Vegetationsstufen und einer beeindruckenden Aussicht auf die benachbarten Bergketten.

## Geographie
Der Park liegt östlich der Stadt Revelstoke, nordöstlich der Mündung des Illecillewaet River in den Columbia River, am Trans-Canada Highway und wird von vielen Reisenden nicht beachtet, weil er am Weg zum Glacier-Nationalpark und den bekannten Parks am Hauptkamm der Rocky Mountains (Kootenay, Yoho, Banff und Jasper) liegt.  Mit einer Fläche von 260 km² gehört er zu den kleineren Nationalparks in Kanada. Wegen der Lage im Hochgebirge ist er nur in den Sommermonaten Juli bis September voll zugänglich.
Erschlossen wird der Park im Wesentlichen durch eine Stichstraße, der Mount Revelstoke Summit Road, die auf 26 km Länge durch drei Vegetationsstufen bis fast auf den Gipfel des Mount Revelstoke (1860 m) führt. Von der Stichstraße führen mehrere Wanderwege und kurze Rundwege ab. Am höchsten Punkt des Plateaus steht ein Feuerbeobachtungsturm. Vom Gipfel führen Wanderwege über das fast baumfreie Gipfelplateau zum Miller Lake, einem Toteissee, und zum Eva Lake, wo sich auch einfache Zeltplätze befinden. Das Hochplateau bietet einen weiten Ausblick nach Osten über den Columbia River auf die Monashee Mountains, nach Westen auf die Selkirk Mountains mit dem Rogers Pass und dem Mount Dawson (3377 m) im benachbarten Glacier-Nationalpark und auf das Clachnacudainn Icefield im Nordosten. Mit 2651 m Höhe ist der Mount Inverness der höchste Punkt im Park.

## Ökosysteme
Die unterste kolline Höhenstufe bis etwa 1300 m liegt im weltweit größten Regenwald der gemäßigten Breiten im Binnenland. Dieses Ökosystem ist auf Niederschläge von mehr als 1000 mm im Jahr angewiesen – ein Wert, der vor allem an Meeresküsten erreicht wird. Dank der wasserreichen Ebene vor den Columbia Mountains führen Westwinde hier ausreichend Feuchtigkeit mit sich, dass sie beim Aufsteigen an der ersten Bergkette genug Steigungsregen für einen Regenwald abregnen. Der Wald besteht aus Riesen-Lebensbäumen, die hier unter optimalen Bedingungen ein Alter bis zu 800 Jahren erreichen können, und Hemlocktannen. Wo ausreichend Sonnenlicht auf den Boden fällt, wachsen die Pazifische Eibe und Igelkraftwurzen. Der Giant Cedar Trail am Ostrand des Parks direkt am Highway 1, ein auf Bohlen aufgeständerter Rundweg von nur 500 m Länge erschließt den Wald für Besucher. Im sumpfigen Tal des Illecillewaet River im Süden des Parks wachsen Bruchwälder mit einem Dickicht aus Pappeln, einzelnen Zedern und einem Unterwuchs aus Schachtelhalm, Seggen und Amerikanischen Stinktierkohl. Auch durch diesen Bereich führt ein Lehrpfad auf Holzstegen, der Skunk Cabbage Loop im Osten des Parks. Am Ende befindet sich eine Aussichtsplattform, die einen guten Vogelbeobachtungspunkt bietet.
Die mittlere (Montane Höhenstufe) bis zur subalpinen Zone zwischen 1300 m und 1800 m weist zunächst noch einige Laubbäume, vor allem Eschen-Ahorn, auf, die mit zunehmender Höhe in einen reinen Nadelwald übergehen. Hier dominiert die Hemlocktanne, daneben wachsen Felsengebirgstannen und Engelmann-Fichten. Von den Bäumen hängen Bartflechten, die im Winter, wenn der Wald acht Monate lang unter einer hohen Schneedecke liegt, Nahrung für Wald-Karibus bieten. In der Nähe der Waldgrenze rund um 1800 m lockert der Wald auf und geht zum fast baumfreien Gipfelplateau über. Mitte August stehen dort die Bergwiesen in voller Blüte, vor allem mit Indian Paintbrush, Arnika, Bergbaldrian, Margerite und Hundszahnlilie. Der Schutz der Wiesen war Anlass für die Einrichtung des Schutzgebietes. Durch die Wiesen führt der ein Kilometer lange Wanderweg Meadows in the Sky Trail. 
Der Park beherbergt eine kleine Herde der vom Aussterben bedrohten Wald-Karibus. Weitere Säugetierarten im Park sind unter anderem Grizzlybär, Schwarzbär, Schneeziege und  Vielfraß. Wegen der hohen Schneelagen im Winter halten sich Wapitis und andere Hirsche nur in den tiefer gelegenen, buschreichen Wäldern am Rand des Parks auf. Besonders bekannt ist der Park für seine Vogelwelt, die im Mai und Juni am zahlreichsten ist. Von den 235 gezählten Vogelarten überwintern nur 30 im Parkgebiet.

## Geschichte
Schon 1908 bewogen die prächtigen Blumenwiesen in unmittelbarer Nähe zur Stadt Revelstoke die Stadt, einen Weg auf den Gipfel und zu den Bergseen des Mount Revelstoke zu bauen. Eine Gruppe von Bürgern von Revelstoke beantragte bei der Provinz- und bei der Bundesregierung den Ausbau des Wegs zur Summit Road. Einflussreiche Bürger erkannten das Potential des Gebiets für den Tourismus, so dass sie die Einrichtung eines Nationalparks am Mount Revelstoke beantragten. Der Antrag war erfolgreich und der Nationalpark wurde 1914 gegründet. Der Meadows-in-the-Sky Parkway wurde zwischen 1911 und 1927 erbaut. 
Der Mount Revelstoke war auch international bekannt für seine Naturschanze, auf der mehrere Weltrekorde erzielt wurden. Von 1915 bis in die späten 1960er Jahre wurden auf der Schanze Wettkämpfe ausgetragen. 1969 wurde die Schanze geschlossen, der Skisport wurde auf Anlagen außerhalb des Parks verlagert. Die alte Anlage ist heute als Nels Helsen Historic Area zu besichtigen, benannt nach einem norwegischen Einwanderer, der 1914 einen Skiclub in Revelstoke gründete.
Im Ersten Weltkrieg wurde im Gebiet des Nationalparks ein Internierungslager für sogenannte feindliche Ausländer erbaut. Das Lager wurde im September 1915 fertiggestellt und von 225 Internierten, meist Einwanderer aus der damals österreichisch-ungarischen Ukraine, bezogen. Ursprünglich sollten die Lagerinsassen zum Ausbau der Summit Road eingesetzt werden, aber durch die Schneemengen im Winter waren die Lagerinsassen eher mit Schneeräumen und Feuerholz machen als mit Straßenbau beschäftigt. Da auch die Wasserversorgung nicht sichergestellt war, wurden die Insassen schon am 20. Dezember 1915 in das Camp Otter im Yoho-Nationalpark verlegt und das Lager am Mount Revelstoke geschlossen. Im Park erinnert eine Informationstafel an das Lager.

Seit 1986 wird der Park durch einen Förderverein, den Friends of Mount Revelstoke und Glacier, unterstützt. Der Verein ist gleichzeitig Förderverein für den Glacier-Nationalpark.

## Touristische Einrichtungen
Im Vergleich zu anderen kanadischen Nationalparks gibt es im Park wenig touristische Infrastruktur, etwa keine mit PKW oder Wohnmobilen erreichbaren Campingplätze, und auch kein eigenes Besucherzentrum. 
Die Summit Road auf den Gipfel ist für PKWs bis zum Parkplatz am Balsam Lake auf 1500 Metern Höhe befahrbar. Von dort fährt im Sommer ein Shuttlebus weiter zum Gipfel, auch der ein Kilometer lange Meadows in the Sky Trail auf dem Gipfelplateau ist asphaltiert. Durch den Park führen zehn verschiedene Wanderwege,  der Giant Cedars Trail und der Skunk Cabbage Trail führen als Lehrpfade teilweise auf hölzernen Bohlen durch den Urwald. Wegen der hohen Schneemengen ist der Park im Winter ein beliebtes Ziel für Skitourengeher.
Die Parkverwaltung befindet sich in Revelstoke.